# Sybra puella
Sybra puella är en skalbaggsart som först beskrevs av Dillon 1952.  Sybra puella ingår i släktet Sybra och familjen långhorningar.
Artens utbredningsområde är Fiji. Inga underarter finns listade i Catalogue of Life.